# تشارلز أوغسطس هاول
تشارلز أوغسطس هاول (10 مارس 1840 - 21 أبريل 1890) كان تاجر محتال (ولد في بورتو - البرتغال) من أب إنجليزي (ألفريد وليام هيرفي هاول) وام برتغالية، زعم أن له أصل ارستقراطي .